# Monopterus hodgarti
Monopterus hodgarti är en fiskart som först beskrevs av Chaudhuri, 1913.  Monopterus hodgarti ingår i släktet Monopterus och familjen Synbranchidae. IUCN kategoriserar arten globalt som otillräckligt studerad. Inga underarter finns listade i Catalogue of Life.